# نادي ميتالاك
نادي ميتلاك هو نادي كرة قدم صربي، تأسس في 12 يونيو 1961.